# ビセンテ・エンゴンガ
ビセンテ・エンゴンガ・マテ（Vicente Engonga Maté, 1965年10月20日 - ）は、スペイン・バルセロナ出身のサッカー選手、サッカー指導者。スペイン代表。赤道ギニアの家系に生まれた。
セントラル・ミッドフィルダー、時にはスイーパーとしてプレー。6つの異なるクラブに所属（母国では5つ）し、リーガ・エスパニョーラの舞台で327試合8得点を記録。また、RCDマヨルカ加入時は32歳だったにもかかわらず、ここで最高の時を過ごした。
スペイン代表としては2年プレーし、UEFA EURO 2000に出場した。

## 経歴
元サッカー選手の父の下でカタルーニャ地方のバルセロナに生まれ、カンタブリア州で幼少期を過ごした。下位リーグに所属する地元のヒムナスティカ・デ・トレラベーガでキャリアを始め、その後にCFスポルティング・マオネスでプレーした。
1991年、プリメーラ・ディビシオンのレアル・バリャドリードに移籍するも、加入初年度にセグンダ・ディビシオンに降格した。そこから、セルタ・デ・ビーゴに移籍し、1994年にはコパ・デル・レイ決勝のピッチに立った。
1994年夏、強豪バレンシアCFに移籍し3シーズンに渡りプレーした。移籍して暫くはなかなかポジションを掴みきれずにいたが、1996-97シーズンにチームは10位と中位に終わったものの、エンゴンガはレギュラーとして35試合に出場した。その後、イバン・カンポを含む5人の同僚と共にエクトル・クーペル監督率いるRCDマヨルカに加入した。
マヨルカでは、1998年にFCバルセロナを3-1で破りキャリア初タイトルとなるスーパーカップを獲得するなど最高のサッカー人生を送った。翌年のUEFAカップウィナーズカップでは決勝戦に進出するも、イタリア・セリエAのSSラツィオに1-2で敗れ、優勝は叶わなかった。この時点で公式戦に約200試合出場した。2000-01シーズンは31試合とレギュラーを務め、クラブ史上初となるUEFAチャンピオンズリーグ出場圏内の3位に貢献した。
2002年、マヨルカとの契約終了後は2部のレアル・オビエドと契約を結び半年プレー。2003年1月にイングランド・2部のコヴェントリー・シティFCに半年の期限で貸し出され、シーズン終了後にほぼ38歳となったエンゴンガは現役引退した。
引退後は古巣のマヨルカにコーチングスタッフとして加入。2008年8月、赤道ギニア代表監督に任命された。

## 代表
1998年7月23日のロシア戦で33歳にしてスペイン代表デビューを果たし、1999年5月のクロアチア戦で初にして唯一となる得点を記録。2000年にUEFA EURO 2000のメンバーに選ばれ、グループリーグのスロベニア代表戦に1試合出場。これが代表最後の試合となり、出場試合数14を記録した。
また、非公式のサッカーカンタブリア自治州代表でプレー経験がある。

## 人物
弟のオスカル・エンゴンガもサッカー選手として活動しMFでプレーした。彼は、兄弟一緒にプレーしたバジャドリード以外はキャリアの殆どをスペインの下位リーグで過ごし、2003年に赤道ギニア代表監督を務めていた。

## 個人成績

### 代表
試合数
- 国際Aマッチ 14試合 1得点（1998年 - 2000年）

| スペイン代表 | 国際Aマッチ | 国際Aマッチ |
| 年           | 出場        | 得点        |
| ------------ | ----------- | ----------- |
| 1998         | 3           | 0           |
| 1999         | 5           | 1           |
| 2000         | 6           | 0           |
| 通算         | 14          | 1           |

得点
| # | 開催日       | 開催地                                         | 対戦国     | スコア | 結果 | 大会     |
| - | ------------ | ---------------------------------------------- | ---------- | ------ | ---- | -------- |
| 1 | 1999年5月5日 | セビリア、エスタディオ・オリンピコ・セビージャ | クロアチア | 1-1    | 3-1  | 親善試合 |

## タイトル
RCDマジョルカ
- スーペルコパ・デ・エスパーニャ : 1998